# Pieter Stortenbeker
Pieter Stortenbeker, né le 21 avril 1828 à La Haye et mort le 17 avril 1898 dans la même ville, est un aquarelliste, lithographe et peintre néerlandais de l'École de La Haye.

## Biographie
Pieter Stortenbeker naît le 21 avril 1828 à La Haye.
Il est élève de son frère Johannes Stortenbeker, peintre décorateur connu; il reçoit également des conseils de Hendrik van de Sande Bakhuyzen et de Jan Bedys Tom.
Il étudie à l'Académie royale des beaux-arts de La Haye. Parmi ses élèves figurent Louis Apol, Willem Maris, Jan Vrolijk, Piet in't Hout, Eduard van der Meer et Cornelis Samuel Stortenbeker. Il est membre du Pulchri Studio,,,.
Une grande partie de l'œuvre de Pieter Stortenbeker est exposée dans les musées et est une possession royale. Le Rijksmuseum Amsterdam, le Musée d'Art de La Haye et Palais Het Loo, entre autres, exposent ses œuvres. De nombreux collectionneurs aux Pays-Bas et à l'étranger sont également propriétaires de ses œuvres. Il est l'un des meilleurs étudiants de l'Académie de La Haye. Il reçoit la médaille d'or d'honneur à la grande exposition de La Haye en 1861. En 1863, il est nommé Chevalier de l'Ordre de la Couronne de chêne à Bruxelles. Stortenbeker est un artiste très doué, qui après un début romantique rejoint l'école de La Haye et peut être considéré comme l'un des meilleurs de son temps. Un artiste avec un grand sens de la couleur et de la composition.
Pieter Stortenbeker meurt le 17 avril 1898 dans sa ville natale. Son atelier et tout son héritage artistique est vendu les 15 et 16 novembre 1898.

### Famille
La famille entière du peintre se compose d'artistes.
Il est le frère de Johannes Stortenbeker (29 octobre 1821 - 11 avril 1899) et de Cornelis Samuel Stortenbeker (La Haye, 29 octobre 1838 - 16 avril 1885). Cornelis peint des natures mortes et est l'élève de son frère Pieter et de Christoffel Bisschop (1828-1904). Il signé avec le C.S.S..

## Œuvres
- À l'aube, musée d'Amsterdam[1].
- Bétail dans la prairie, musée d'Amsterdam municipal[1].
- Oiseaux morts, musée de Groningue[1].
- La soirée au Poldersdyk, musée de La Haye communal[1].
- À la brume, musée de La Haye communal[1].
- Réflexion, musée de La Haye communal[1].
- Deux vaches dans un pré, musée de Rotterdam[1].

### Critiques
- Peintre animalier, il surpasse ses deux maîtres, H. van de Sande Bakhuijzen et J. B. Tom[6].
- Il est un peintre de bétail éminent en son temps[7]. Sa connaissance de l'anatomie de ses modèles est inégalée, mais il n'a pas la qualité atmosphérique que nous devrions rechercher[7].